# Ergocalciférol
L'ergocalciférol est une forme de la vitamine D, appelée également vitamine D2. L'ergocalciférol est structurellement un sécostéroïde. 
Il a été synthétisé en 1922 pour la première fois par le chimiste allemand Adolf Windaus, avec la contribution notable de l'Américain Alfred Hess, par photolyse de l'ergostérol, et sa structure a été identifiée dans le milieu des années 1930 par Adolf Windaus et al..
Alors que les sources alimentaires du cholécalciférol (vitamine D3) sont animales ainsi que certains lichens , l'ergocalciférol se trouve dans des sources végétales et dans certains champignons. Il est donc consommé par les végétariens, à travers leur alimentation ou sous forme de suppléments.
Lorsqu'elle est absorbée par l'organisme, la vitamine D2 est, comme la vitamine D3, convertie en calcitriol. 
L'ergocalciférol fait partie de la liste modèle de l'OMS des médicaments essentiels (liste mise à jour en avril 2013).
L'expression génique associée à l'activité de l'interféron de type I et de type II, essentielle à la réponse innée aux infections bactériennes et virales, différerait après une supplémentation en vitamine D2 ou en vitamine D3, seule la vitamine D3 ayant un effet stimulant.